# 至聖公園
至聖公園，編號大同375號公園，位於台灣台北市大同區至聖里，鄰近大龍峒保安宮與台北孔子廟，為鄰里公園，擁有遊樂、復健等設施。其南面之酒泉街被劃設為徒步區，並命名為勸學小徑。

## 沿革
至聖公園於1985年10月興建，2006年改造成今貌。

## 公園圖集

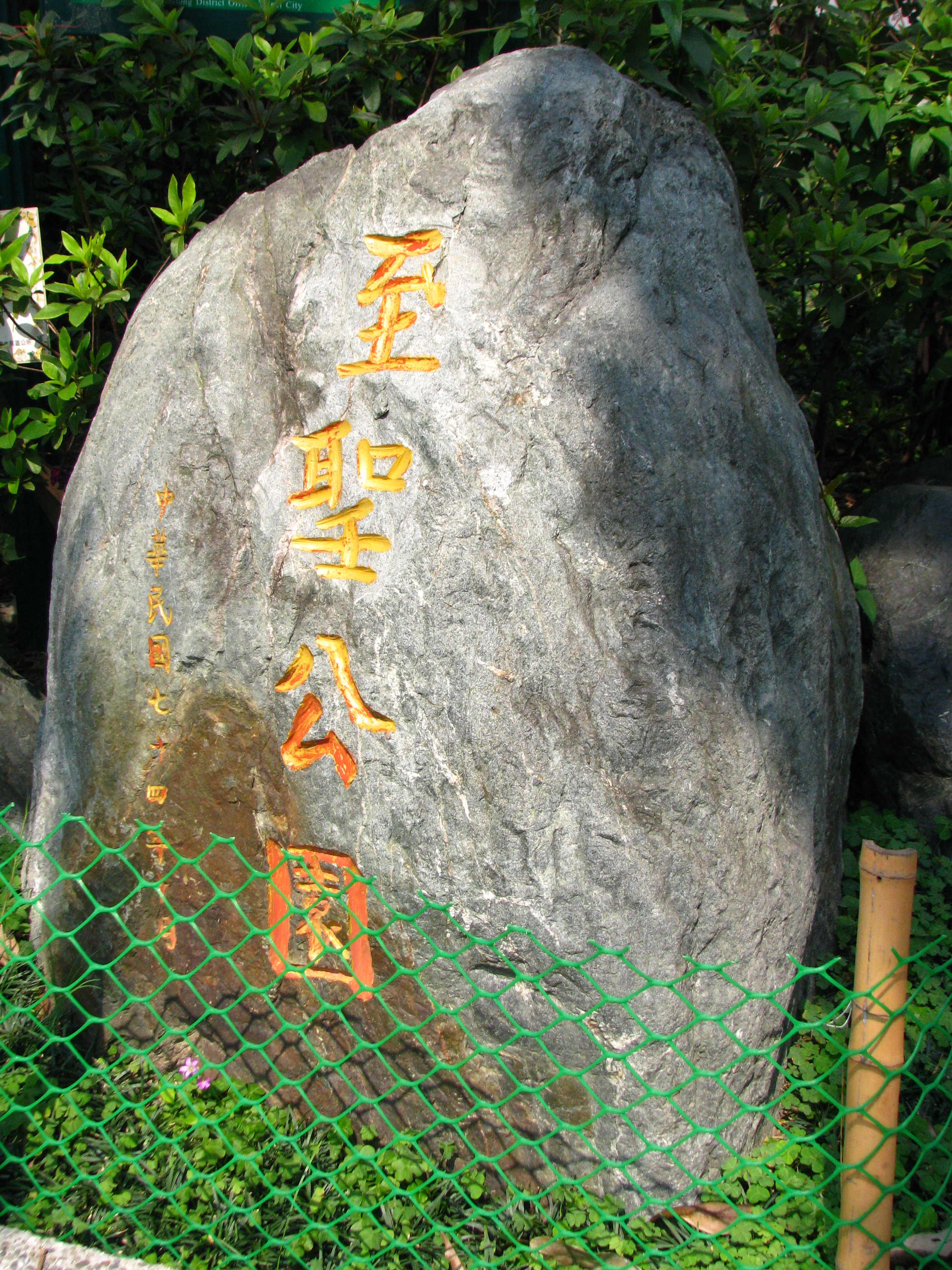
至聖公園誌石
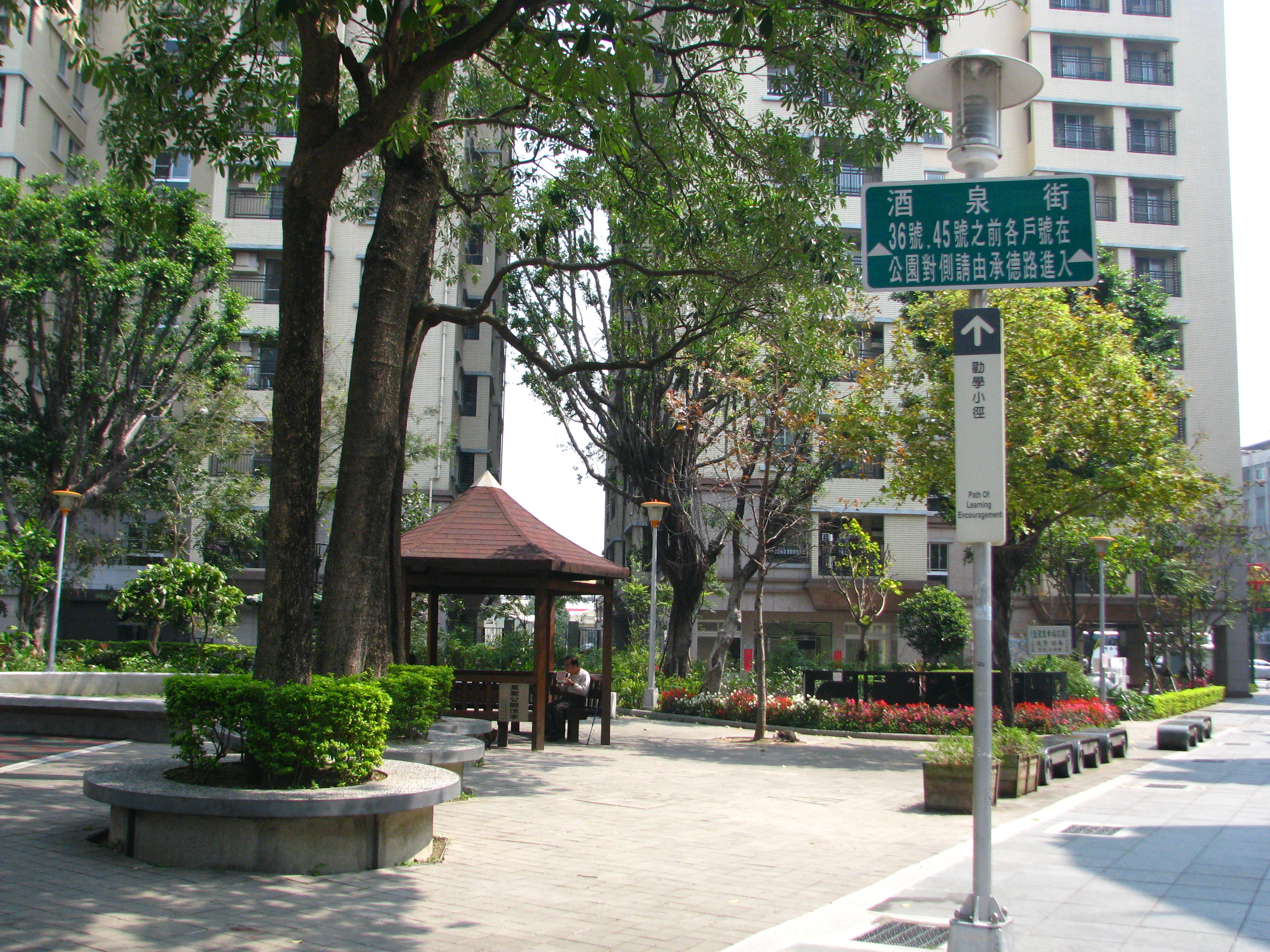
至聖公園與其南面的勸學小徑（酒泉街徒步區）

## 外部連結
- 至聖公園 - 公園走透透